# Hermann Paasche
Hermann Paasche (24 février 1851 à Burg, 11 avril 1925 à Détroit) est un statisticien et un économiste allemand.
Il est célèbre pour l’indice de Paasche, qui diffère de l’Indice de Laspeyres.